# Institut für Musik- und Bewegungspädagogik/Rhythmik sowie Musikphysiologie
Das Institut für Musik- und Bewegungspädagogik/Rhythmik sowie Musikphysiologie ist eine universitäre Ausbildungsstätte und Teil der staatlichen Universität für Musik und darstellende Kunst Wien mdw in Österreich.

## Geschichte
Seit der Neugliederung der Universität in 24 Institute im Jahr 2002 war das „Institut für Musik- und Bewegungserziehung sowie Musiktherapie“ das Institut 13 und bestand aus drei Abteilungen mit unterschiedlichen Aufgabenfeldern. Im Oktober 2016 wurde der Bereich Musiktherapie in ein eigenständiges Institut ausgegliedert. Dies führte zur Umbenennung in "Institut für Musik- und Bewegungspädagogik/Rhythmik sowie Musikphysiologie" mit zwei Abteilungen, welche ein breit gefächertes Lehrveranstaltungsangebot im künstlerischen, pädagogischen, therapeutischen und wissenschaftlichen Bereich bieten. Der Zusammenschluss zweier Bereiche mit unterschiedlichen historischen Vorläufern ist als lediglich administrative Einheit zu sehen, deren Abteilungen eigenständig weiterwirken. Aufgebaut und geleitet wurde das Institut von 2002 bis 2022 von Angelika Hauser-Dellefant.
Die administrative Hauptstelle befindet sich in der Singerstraße 26 im ersten Bezirk. Das Gebäude wurde 2010 renoviert und ist Teil des ehemaligen Franziskanerklosters. Weitere Unterrichtsräume finden sich am Rennweg 8, in der Lothringerstr. 18, der Metternichgasse 8, an der Singerstraße 8/Seilerstätte, in der Johannesgasse 8 sowie am Campus der Universität am Anton-von-Webern-Platz 1.

## Abteilung für Musik- und Bewegungspädagogik/Rhythmik
Die Abteilung ist die weltweit größte Ausbildungsstätte für Musik- und Bewegungserziehung (Rhythmik) und feierte 2010 ihr 50-jähriges Jubiläum.
Rhythmik ist eine künstlerisch-pädagogische Arbeitsweise. Sie fördert die Persönlichkeitsentwicklung und die Kreativität, differenziert die Wahrnehmung, vertieft die Körpererfahrung und erweitert die Kommunikationsfähigkeit des Menschen. Sie arbeitet mit den verbindenden Elementen von Musik und Bewegung und setzt Stimme und Materialien ein. Rhythmik erlaubt das Spielerische, gibt Raum für das Experiment.
Die Studienrichtung Musik- und Bewegungserziehung/Rhythmik dient der künstlerisch-pädagogischen und wissenschaftlichen Berufsvorbildung für die Lehrtätigkeit an berufsbildenden höheren Schulen, in musik-, sozial- und sonderpädagogischen Einrichtungen, in der Vorschulerziehung und im schulischen Bereich, in der Jugend- und Erwachsenenbildung sowie im freien Beruf.

## Abteilung Musikphysiologie
Im Jahr 1974 gründete Hilde Langer-Rühl den „Lehrgang für Atem-, Stimm- und Bewegungserziehung für Instrumentalistinnen“, aus dem im Jahr 2002 die "Abteilung für Integrative Atem-, Stimm- und Bewegungsschulung" hervorging. Erstmals in Österreich fand unter der Leitung von Bernhard Riebl ein Zusammenschluss der Lehrenden im Bereich Musikphysiologie und Musikermedizin statt. Im Oktober 2016 erfolgte die Umbenennung in „Abteilung Musikphysiologie“, begleitet von der Einrichtung eines psychophysiologischen Forschungslabors zur Untersuchung musikalischer Bewegungs- und Emotionsprozesse. Ergänzend wird seit 2016 ein universitärer Zertifikatslehrgang Musikphysiologie („Certificate in Advanced Studies in Music Physiology“) angeboten, der musikphysiologisches und musikpsychologisches Wissen für Berufsmusiker*innen und Lehrende vermittelt. Seit 2022 leitet Coretta Kurth die Abteilung.
Durch die Arbeit an Atem, Stimme, Bewegung, Konzentration, Selbstmanagement sowie Kommunikation sollen die künstlerischen und persönlichen Fähigkeiten und Qualitäten für Konzerttätigkeit, Aufführungspraxis und/oder pädagogische Tätigkeit weiterentwickelt werden. Das Ziel besteht neben der Unterstützung der Studierenden in ihrem künstlerischen Schaffen auch in der Verringerung der Inzidenz und der Erkrankungsdauer von musikerspezifischen Problemen, d. h. Prävention und Sekundärprävention.
In zwei Forschungsfeldern werden im psychophysiologischen "Motion-Emotion-Lab" systematisch Daten zu Musikergesundheit sowie zur musikalischen Performanz unter realen Spielbedingungen erhoben. Ziel ist die Entwicklung evidenzbasierter Präventions- und Trainingsstrategien für den Ausbildungs- und Konzertalltag. Neben Forschungen im Bereich „Musicians' Health“ etablierte sich die Performance Science als interdisziplinäre, naturwissenschaftlich geprägte Forschungsrichtung an der Abteilung. Sie verbindet Teilbereiche der systematischen Musikwissenschaft (Musikalische Akustik, Musikpsychologie und Musikphysiologie) mit praxisrelevanten Fragestellungen der Sensomotorik (Zusammenspiel von sensorischen und motorischen Leistungen), der Ergonomie (Schaffung geeigneter Ausführungsbedingungen), der Erfassung von körperlichen und mentalen Belastungsfaktoren sowie der akustischen und physiologischen Optimierung von Musikinstrumenten und klanglicher Wahrnehmbarkeit (Psychoakustik).
Seit 2009 hat die Österreichische Gesellschaft für Musik und Medizin (Musikermedizin, Musikphysiologie, Musikpsychologie) ÖGfMM ihren Sitz an der Abteilung.

## Lehrende
Zu den Lehrenden und Wissenschaftern, die am Institut für Musik- und Bewegungserziehung sowie Musikphysiologie an der Universität für Musik und darstellende Kunst Wien als Professor_innen, Abteilungsleiter_innen oder als prägende historische Persönlichkeiten einschließlich der Vorgängerinstitutionen mit den heutigen Aufgabenfeldern tätig sind oder waren, zählen unter anderem Matthias Bertsch, Angelika Hauser-Dellefant und Hilde Langer-Rühl.